# Damagaram Takaya
Damagaram Takaya o Damagaram Ta Kaya es una comuna rural de Níger, chef-lieu del departamento homónimo en la región de Zinder. En 2012 tenía una población de 61 580 habitantes, de los cuales 30 176 eran hombres y 31 404 eran mujeres.
Ubicado en territorio históricamente habitado por los hausas, el pueblo fue fundado por kanuris procedentes de Bornu y más tarde incorporado al sultanato de Zinder. Actualmente es una comuna principalmente habitada por pastores nómadas de las etnias fulani y tuareg, con pequeñas zonas de agricultura de secano en el sur.
La localidad se ubica unos 50 km al noreste de la capital regional Zinder, sobre la carretera regional que lleva a Gouré.